# جيورجي زابو (طبيب عيون)
جيورجي زابو (بالمجرية: Szabó György)‏ (و. 1905 – 1982 م) هو طبيب عيون مجري، توفي عن عمر يناهز 77 عاماً.